# روبرت ترينت جونز جونيور
روبرت ترينت جونز جونيور (بالإنجليزية: Robert Trent Jones, Jr.)‏ هو مهندس المناظر الطبيعية أمريكي، ولد في 24 يوليو 1939 في مونتكلير في الولايات المتحدة.
خلال مسيرته المهنية الممتدة لأربعة عقود، قام روبرت رفقة فريقه بتصميم أكثر من 280 ملعب جولف بأكثر من 45 دولة في القارات الستة، حتى أضحى اسم ترنت جونز علامة تجارية تضمن تصاميم ممتازة و مريحة لملاعب الجولف.